# Distrito de Wiener Neustadt
El distrito de Wiener Neustadt es un distrito político del estado de Baja Austria (Austria). La capital del distrito es la ciudad de Wiener Neustadt.

## División administrativa

### Localidades con población (año 2018)
- Bad Erlach 3084
- Bad Fischau-Brunn 3440
- Bad Schönau 721
- Bromberg 1232
- Ebenfurth 3170
- Eggendorf 4794
- Felixdorf 4292
- Gutenstein 1268
- Hochneukirchen-Gschaidt 1633
- Hochwolkersdorf 1004
- Hohe Wand 1428
- Hollenthon 1018
- Katzelsdorf 3257
- Kirchschlag in der Buckligen Welt 2889
- Krumbach 2316
- Lanzenkirchen 3983
- Lichtenegg 1034
- Lichtenwörth 2727
- Markt Piesting 3007
- Matzendorf-Hölles 2040
- Miesenbach 703
- Muggendorf 528
- Pernitz 2473
- Rohr im Gebirge 476
- Schwarzenbach 941
- Sollenau 5038
- Theresienfeld 3485
- Waidmannsfeld 1515
- Waldegg 2048
- Walpersbach 1125
- Weikersdorf am Steinfelde 1066
- Wiesmath 1509
- Winzendorf-Muthmannsdorf 1877
- Wöllersdorf-Steinabrückl 4473
- Zillingdorf 2030

### Municipios
Barrios, aldeas y otras subdivisiones de los municipios se indican con letras pequeñas.
- Bad Erlach
  - Brunn bei Pitten, Erlach, Linsberg
- Bad Fischau-Brunn
  - Bad Fischau, Brunn an der Schneebergbahn
- Bad Schönau
  - Almen, Bad Schönau, Leitenviertel, Maierhöfen, Schlägen, Schützenkasten, Wenigreith
- Bromberg
  - Breitenbuch, Bromberg, Schlag, Schlag, Schlatten
- Ebenfurth
  - Ebenfurth, Großmittel, Haschendorf
- Eggendorf
- Felixdorf
- Gutenstein
  - Gutenstein, Hintergschaid, Klostertal, Längapiesting, Steinapiesting, Urgersbach, Vorderbruck, Zellenbach
- Hochneukirchen-Gschaidt
  - Burgerschlag, Grametschlag, Gschaidt, Harmannsdorf, Hattmannsdorf, Hochneukirchen, Kirchschlagl, Loipersdorf, Maltern, Offenegg, Ulrichsdorf, Züggen
- Hochwolkersdorf
  - Hackbichl, Hochwolkersdorf-Dorf, Hochwolkersdorf-Zerstreut, Rosenbrunn
- Hohe Wand
  - Gaaden, Maiersdorf, Netting, Stollhof
- Hollenthon
  - Blumau, Gleichenbach, Grohdorf, Hollenthon, Horndorf, Lehen, Michelbach, Mittereck, Obereck, Pürahöfen, Spratzau, Spratzeck, Stickelberg, Untereck
- Katzelsdorf
- Kirchschlag in der Buckligen Welt
  - Aigen, Kirchschlag in der Buckligen Welt, Lembach, Stang, Straß, Thomasdorf, Ungerbach
- Krumbach
  - Krumbach-Amt, Krumbach-Markt
- Lanzenkirchen
  - Frohsdorf, Haderswörth, Kleinwolkersdorf, Lanzenkirchen, Ofenbach
- Lichtenegg
- Lichtenwörth
  - Amlos, Feichten, Kaltenberg, Kühbach, Lichtenegg, Maierhöfen, Pengersdorf, Pesendorf, Pregart, Pregart, Pürahöfen, Purgstall, Ransdorf, Schlagergraben, Spratzau, Tafern, Thal, Tiefenbach, Wäschau, Wieden, Winkl
- Markt Piesting
  - Dreistetten, Markt Piesting
- Matzendorf-Hölles
  - Hölles, Matzendorf
- Miesenbach
- Muggendorf
  - Kreuth, Muggendorf, Thal
- Pernitz
  - Feichtenbach, Pernitz
- Rohr im Gebirge
- Schwarzenbach
  - Schwarzenbach, Schwarzenbach-Zerstreut
- Sollenau
- Theresienfeld
- Waidmannsfeld
  - Neusiedl, Schallhof, Waidmannsfeld
- Waldegg
  - Dürnbach, Ober-Piesting, Oed, Peisching, Reichental, Waldegg, Wopfing
- Walpersbach
  - Klingfurth, Schleinz, Schleinz, Walpersbach
- Weikersdorf am Steinfelde
- Wiesmath
- Winzendorf-Muthmannsdorf
  - Emmerberg, Muthmannsdorf, Winzendorf
- Wöllersdorf-Steinabrückl
  - Steinabrückl, Wöllersdorf
- Zillingdorf
  - Zillingdorf, Zillingdorf-Bergwerk